# هانا دارلینگ
هانا دارلینگ (انگلیسی: Hannah Darling؛ زادهٔ ۳۰ مهٔ ۱۹۹۶) بازیکن راگبی ۷ نفره زن اهل کانادا است.
وی در مسابقات کشوری و بین‌المللی در مجموع برندهٔ ۱ مدال طلا، ۱ مدال نقره، ۱ مدال برنز شده‌است.